# Americas Rugby Championship 2018
Die Rugby Americas Championship 2018 war die achte Ausgabe des jährlichen Rugby-Union-Turniers Americas Rugby Championship. An sechs Wochenenden vom 27. Januar bis zum 3. März 2018 traten die Nationalmannschaften von Brasilien, Chile, Kanada, Uruguay und den Vereinigten Staaten sowie die Reserve-Nationalmannschaft Argentiniens gegeneinander an. Das Turnier entschieden die Vereinigten Staaten für sich.

## Teilnehmer
| Land               | Stadion                         | Kapazität | Stadt                 | Trainer          | Kapitän              |
| ------------------ | ------------------------------- | --------- | --------------------- | ---------------- | -------------------- |
| Argentinien XV     | Estadio 23 de Agosto            | 23.200    | San Salvador de Jujuy | Felipe Contepomi | Lautaro Bavaro       |
| Argentinien XV     | Estadio Agustín Pichot          | .01000    | Ushuaia               | Felipe Contepomi | Lautaro Bavaro       |
| Brasilien          | Estádio do Pacaembu             | 37.730    | São Paulo             | Rodolfo Ambrosio | Yan Rosetti          |
| Brasilien          | Estádio Martins Pereira         | 15.317    | São José dos Campos   | Rodolfo Ambrosio | Yan Rosetti          |
| Chile              | Estadio La Portada              | 18.243    | La Serena             | Mark Cross       | José Ignacio Larenas |
| Chile              | Estadio Municipal de La Pintana | .06000    | Santiago de Chile     | Mark Cross       | José Ignacio Larenas |
| Kanada             | BC Place Stadium                | 54.500    | Vancouver             | Kingsley Jones   | Phil Mack            |
| Kanada             | Westhills Stadium               | .01718    | Langford              | Kingsley Jones   | Phil Mack            |
| Uruguay            | Estadio Domingo Burgueño        | 22.000    | Maldonado             | Esteban Meneses  | Juan Manuel Gaminara |
| Uruguay            | Estadio Charrúa                 | 14.000    | Montevideo            | Esteban Meneses  | Juan Manuel Gaminara |
| Vereinigte Staaten | StubHub Center                  | 27.000    | Carson                | Gary Gold        | Blaine Scully        |
| Vereinigte Staaten | Papa Murphy’s Park              | 11.569    | Sacramento            | Gary Gold        | Blaine Scully        |
| Vereinigte Staaten | Titan Stadium                   | 10.000    | Fullerton             | Gary Gold        | Blaine Scully        |

## Tabelle
|    | Land               | Spiele | Siege | Unent. | Ndlg. | Spiel- punkte | Diff. | Bonus- punkte | Tabellen- punkte |
| -- | ------------------ | ------ | ----- | ------ | ----- | ------------- | ----- | ------------- | ---------------- |
| 1. | Vereinigte Staaten | 5      | 5     | 0      | 0     | 197:68        | + 129 | 4             | 24               |
| 2. | Argentinien XV     | 5      | 4     | 0      | 1     | 169:69        | + 100 | 5             | 21               |
| 3. | Uruguay            | 5      | 3     | 0      | 2     | 168:157       | + 11  | 2             | 14               |
| 4. | Kanada             | 5      | 2     | 0      | 3     | 132:129       | + 3   | 3             | 11               |
| 5. | Brasilien          | 5      | 1     | 0      | 4     | 63:159        | − 96  | 0             | 4                |
| 6. | Chile              | 5      | 0     | 0      | 5     | 71:218        | − 147 | 1             | 1                |

Die Punkte wurden wie folgt verteilt:
- 4 Tabellenpunkte bei einem Sieg
- 2 Tabellenpunkte bei einem Unentschieden
- 0 Tabellenpunkte bei einer Niederlage (vor möglichen Bonuspunkten)
- 1 Bonuspunkt für vier oder mehr Versuche, unabhängig vom Endstand
- 1 Bonuspunkt bei einer Niederlage mit sieben oder weniger Punkten Unterschied

## Ergebnisse

### Erste Runde
| 27. Januar 2018 17:00 PST | Kanada | 29 : 38         | Uruguay | BC Place Stadium, Vancouver Zuschauer: 16.132 Schiedsrichter: Andrew Brace (Irland) |
| 27. Januar 2018 17:00 PST | Versuche: Olmstead 17. erh. van der Merwe 24. erh. Strafversuch 46. Blevins 71. n.erh. Erhöhungen: Braid (2/2) Straftritte: Braid (1/2) 22. | (17:21) Bericht | Versuche: Silva 1. erh. Leivas 30. erh. Arata 40. erh. Dotti 51. erh. Capó Ortega 56. erh. Erhöhungen: Berchesi (5/5) Straftritte: Berchesi (1/5) 75. | BC Place Stadium, Vancouver Zuschauer: 16.132 Schiedsrichter: Andrew Brace (Irland) |

Anmerkungen:
- Erstmals überhaupt gelang Chile ein Auswärtssieg gegen Kanada.
- Dieses Spiel zählte auch für die WM-Qualifikation.

### Zweite Runde
| 3. Februar 2018 15:00 CLST | Chile                                                                      | 12 : 16        | Brasilien                                                                                     | Estadio Municipal de La Pintana, Santiago de Chile Zuschauer: 1500 Schiedsrichter: Pablo de Luca (Argentinien) |
| 3. Februar 2018 15:00 CLST | Versuche: Strafversuch 7. Garafulic 63. erh. Erhöhungen: Ianiszewski (1/1) | (5:10) Bericht | Versuche: Vettorato 31. erh. Erhöhungen: Reeves (1/1) Straftritte: Reeves (3/5) 16., 45., 61. | Estadio Municipal de La Pintana, Santiago de Chile Zuschauer: 1500 Schiedsrichter: Pablo de Luca (Argentinien) |

Anmerkung:
- Zum ersten Mal gelang Brasilien ein Auswärtssieg gegen Chile.

### Dritte Runde
| 9. Februar 2018 20:30 BRST | Brasilien | 18 : 27        | Uruguay | Estádio do Pacaembu, São Paulo Zuschauer: 3500 Schiedsrichter: Federico Anselmi (Argentinien) |
| 9. Februar 2018 20:30 BRST | Versuche: de Wet van Niekerk 10. erh. Sancery 35. n.erh. Erhöhungen: Reeves (1/2) Straftritte: Reeves (2/2) 23., 27. | (18:3) Bericht | Versuche: Kessler 46. erh. Magno 62. erh. Inciarte 70. erh. Erhöhungen: Albanell (3/3) Straftritte: Albanell (2/2) 30., 80.+1 | Estádio do Pacaembu, São Paulo Zuschauer: 3500 Schiedsrichter: Federico Anselmi (Argentinien) |

Anmerkung:
- Juan Manuel Gaminara bestritt sein 50. Test Match für Uruguay.

| 10. Februar 2018 17:30 ART | Chile | 57 : 12       | Vereinigte Staaten                                                             | Estadio Agustín Pichot, Ushuaia Zuschauer: 900 Schiedsrichter: Joaquín Montes (Uruguay) |
| 10. Februar 2018 17:30 ART | Versuche: Portillo 15. erh. Strafversuch 34. erh. Videla 35. erh. Resino 46. erh. Zapata 51. erh. Ferronato 56. erh. Granella 64. erh. Sbrocco 71. erh. Erhöhungen: González (4/5) Granella (2/2) Straftritte: González (1/1) 11. | (0:0) Bericht | Versuche: Ianiszewski 28. n.erh. Zunino 40. erh. Erhöhungen: Ianiszewski (1/2) | Estadio Agustín Pichot, Ushuaia Zuschauer: 900 Schiedsrichter: Joaquín Montes (Uruguay) |

| 10. Februar 2018 15:00 PST | Vereinigte Staaten | 29 : 10        | Kanada                                                                              | Papa Murphy’s Park, Sacramento Zuschauer: 2500 Schiedsrichter: Francisco González (Uruguay) |
| 10. Februar 2018 15:00 PST | Versuche: Augspurger 7. erh. Matyas (2) 17. erh., 72. n.erh. Germishuys 52. erh. Erhöhungen: Magie (3/3) Straftritte: Hooley (1/3) 64. | (14:7) Bericht | Versuche: Parfrey 22. erh. Erhöhungen: Staller (1/1) Straftritte: Staller (1/2) 43. | Papa Murphy’s Park, Sacramento Zuschauer: 2500 Schiedsrichter: Francisco González (Uruguay) |

Anmerkung:
- DTH van der Merwe bestritt sein 50. Test Match für Kanada.

### Vierte Runde
| 17. Februar 2018 15:00 PST | Vereinigte Staaten | 45 : 13        | Chile                                                                                 | Titan Stadium, Fullerton Zuschauer: 2500 Schiedsrichter: Chris Assmus (Kanada) |
| 17. Februar 2018 15:00 PST | Versuche: Augspurger 3. n.erh. Audsley (2) 20. n.erh., 43. erh. Campbell 45. erh. Teʻo 51. erh. Al-Jiboori 63. erh. Lasike 78. erh. Erhöhungen: Magie (4/6) Cima (1/1) | (10:3) Bericht | Versuche: Dussaillant 48. n.erh. Zunino 73. n.erh. Straftritte: Ianiszewski (1/2) 27. | Titan Stadium, Fullerton Zuschauer: 2500 Schiedsrichter: Chris Assmus (Kanada) |

| 17. Februar 2018 20:00 UYT | Uruguay                                                                             | 17 : 34         | Argentinien XV | Estadio Domingo Burgueño, Maldonado Zuschauer: 4000 Schiedsrichter: Henrique Platais (Brasilien) |
| 17. Februar 2018 20:00 UYT | Versuche: Cat (2) 7. erh., 14. n.erh. Freitas 47. n.erh. Erhöhungen: Albanell (1/3) | (12:15) Bericht | Versuche: González 23. n.erh. Ferronato 32. erh. Schulz 51. n.erh. Etchart 62. erh. Mensa 72. erh. Erhöhungen: González (1/2) Mensa (2/3) Straftritte: González (1/2) 36. | Estadio Domingo Burgueño, Maldonado Zuschauer: 4000 Schiedsrichter: Henrique Platais (Brasilien) |

| 17. Februar 2018 18:30 PST | Kanada | 45 : 5         | Brasilien                               | Westhills Stadium, Langford Zuschauer: 1500 Schiedsrichter: Kurt Weaver (Vereinigte Staaten) |
| 17. Februar 2018 18:30 PST | Versuche: Campbell 2. erh. Davis 9. erh. Sears-Duru 29. erh. van der Merwe 39. n.erh. Barkwill 46. n.erh. Fraser 60. erh. du Toit 76. erh. Erhöhungen: O’Leary (5/7) | (26:0) Bericht | Versuche: de Wet van Niekerk 80. n.erh. | Westhills Stadium, Langford Zuschauer: 1500 Schiedsrichter: Kurt Weaver (Vereinigte Staaten) |

### Fünfte Runde
| 24. Februar 2018 15:00 CLST | Chile | 15 : 67        | Uruguay | Estadio Municipal de La Pintana, Santiago de Chile Zuschauer: 1200 Schiedsrichter: Henrique Platais (Brasilien) |
| 24. Februar 2018 15:00 CLST | Versuche: Bursic 40. n.erh. Balbontins 45. erh. Erhöhungen: Ianiszewski (1/2) Straftritte: Ianiszewski (1/2) 10. | (8:27) Bericht | Versuche: Diana (3) 19. erh., 52. erh., 69. erh. Leivas 25. erh. Favaro (2) 31. erh., 47. n.erh. de León 48. erh. Mieres 64. erh. Blengio 73. erh. Erhöhungen: Albanell (4/5) Favaro (1/1) de León (3/3) Straftritte: Albanell (2/2) 14., 21. | Estadio Municipal de La Pintana, Santiago de Chile Zuschauer: 1200 Schiedsrichter: Henrique Platais (Brasilien) |

| 24. Februar 2018 18:00 BRST | Brasilien                                                                                | 16 : 45         | Vereinigte Staaten | Estádio Martins Pereira, São José dos Campos Zuschauer: 1061 Schiedsrichter: Francisco González (Uruguay) |
| 24. Februar 2018 18:00 BRST | Versuche: Duque 34. erh. Erhöhungen: Reeves (1/1) Straftritte: Reeves (3/4) 8., 59., 63. | (10:26) Bericht | Versuche: Teʻo 4. n.erh. Moungaloa 11. erh. Campbell 19. erh. Germishuys (2) 28. erh., 73. erh. Lamborn 67. erh. Lasike 71. n.erh. Erhöhungen: Magie (3/4) Cima (2/3) | Estádio Martins Pereira, São José dos Campos Zuschauer: 1061 Schiedsrichter: Francisco González (Uruguay) |

| 24. Februar 2018 20:00 ART | Argentinien XV | 40 : 15        | Kanada                                                                                               | Estadio 23 de Agosto, San Salvador de Jujuy Zuschauer: 7500 Schiedsrichter: Joaquín Montes (Uruguay) |
| 24. Februar 2018 20:00 ART | Versuche: Mensa 14. n.erh. Álvarez 24. erh. Resino (2) 27. erh., 45. erh. Montagner 48. erh. Arias 76. erh. Erhöhungen: Mallía (4/5) González (1/1) | (22:8) Bericht | Versuche: Barkwill 31. n.erh. Mack 56. erh. Erhöhungen: Staller (1/2) Straftritte: Staller (1/2) 11. | Estadio 23 de Agosto, San Salvador de Jujuy Zuschauer: 7500 Schiedsrichter: Joaquín Montes (Uruguay) |

### Sechste Runde
| 3. März 2018 16:00 CLST | Chile | 17 : 33        | Vereinigte Staaten | Estadio Municipal de La Pintana, Santiago de Chile Zuschauer: 1000 Schiedsrichter: Pablo de Luca (Argentinien) |
| 3. März 2018 16:00 CLST | Versuche: Urrutia 71. erh. Escobar 75. erh. Erhöhungen: Ianiszewski (2/2) Straftritte: Ianiszewski (1/1) 13. | (3:22) Bericht | Versuche: Lloyd 9. n.erh. Rumball 25. erh. Baillie 39. erh. Davis 67. n.erh. Erhöhungen: McRorie (2/4) Straftritte: McRorie (3/3) 2., 44., 77. | Estadio Municipal de La Pintana, Santiago de Chile Zuschauer: 1000 Schiedsrichter: Pablo de Luca (Argentinien) |

| 3. März 2018 15:30 UYT | Uruguay                                                                          | 19 : 61        | Vereinigte Staaten | Estadio Charrúa, Montevideo Zuschauer: 2500 Schiedsrichter: Federico Anselmi (Unión Argentina Rugby) |
| 3. März 2018 15:30 UYT | Versuche: Arata 44. erh. Cat 51. erh. Mieres 70. erh. Erhöhungen: Albanell (2/3) | (0:36) Bericht | Versuche: Lamborn 5. erh. Teʻo (2) 7. erh., 42. erh. Fawsitt 22. erh. Strafversuch 26. Augspurger 29. erh. Germishuys 37. erh. Whippy 55. erh. Wooching 74. erh. Erhöhungen: Magie (6/7) Cima (1/1) | Estadio Charrúa, Montevideo Zuschauer: 2500 Schiedsrichter: Federico Anselmi (Unión Argentina Rugby) |

| 3. März 2018 18:00 BRST | Brasilien                                                   | 8 : 28         | Argentinien XV                                                                                      | Estádio Martins Pereira, São José dos Campos Zuschauer: 1193 Schiedsrichter: Francisco González (Uruguay) |
| 3. März 2018 18:00 BRST | Versuche: Canterle 39. n.erh. Straftritte: Reeves (1/1) 22. | (8:14) Bericht | Versuche: Zapta 19. erh. Ezcurra 37. erh. Ureta 45. erh. Resino 51. erh. Erhöhungen: González (4/4) | Estádio Martins Pereira, São José dos Campos Zuschauer: 1193 Schiedsrichter: Francisco González (Uruguay) |